# Toxophora pallida
Toxophora pallida är en tvåvingeart som beskrevs av Andretta och Carrera 1950. Toxophora pallida ingår i släktet Toxophora och familjen svävflugor. Inga underarter finns listade i Catalogue of Life.